# Moussac (Gard)
Pour les articles homonymes, voir Moussac.
Moussac est une commune française située dans le centre du département du Gard en région Occitanie.
Exposée à un climat méditerranéen, elle est drainée par le Gard, la Droude, Valat de la Dame et par un autre cours d'eau. Incluse dans les gorges du Gardon, la commune possède un patrimoine naturel remarquable composé de deux zones naturelles d'intérêt écologique, faunistique et floristique.
Moussac est une commune rurale qui compte 1 564 habitants en 2022, après avoir connu une forte hausse de la population depuis 1962.  Elle fait partie de l'aire d'attraction de Nîmes. Ses habitants sont appelés les Moussacois ou  Moussacoises.
Le patrimoine architectural de la commune comprend deux immeubles protégés au titre des monuments historiques : le temple protestant, inscrit en 1977, et la tour seigneuriale, inscrite en 2007.

## Géographie

### Localisation
| Brignon | Castelnau-Valence | Saint-Dézéry  |
| Brignon | Moussac           | Saint-Chaptes |
|         | Sauzet            |               |

### Hydrographie et relief
Le village est situé sur un piton rocheux qui domine le Gardon et son affluent La Droude.

### Climat
Pour des articles plus généraux, voir Climat de l'Occitanie et Climat du Gard.
En 2010, le climat de la commune est de type climat méditerranéen franc, selon une étude s'appuyant sur une série de données couvrant la période 1971-2000. En 2020, Météo-France publie une typologie des climats de la France métropolitaine dans laquelle la commune est exposée à un climat méditerranéen et est dans la région climatique Provence, Languedoc-Roussillon, caractérisée par une pluviométrie faible en été, un très bon ensoleillement (2 600 h/an), un été chaud (21,5 °C), un air très sec en été, sec en toutes saisons, des vents forts (fréquence de 40 à 50 % de vents > 5 m/s) et peu de brouillards.
Pour la période 1971-2000, la température annuelle moyenne est de 13,9 °C, avec une amplitude thermique annuelle de 17,2 °C. Le cumul annuel moyen de précipitations est de 850 mm, avec 6,6 jours de précipitations en janvier et 3,1 jours en juillet. Pour la période 1991-2020, la température moyenne annuelle observée sur la station météorologique la plus proche, située sur la commune de La Rouvière à 6 km à vol d'oiseau, est de 14,5 °C et le cumul annuel moyen de précipitations est de 914,4 mm,. Pour l'avenir, les paramètres climatiques de la commune estimés pour 2050 selon différents scénarios d'émission de gaz à effet de serre sont consultables sur un site dédié publié par Météo-France en novembre 2022.

### Milieux naturels et biodiversité

#### Espaces protégés
La protection réglementaire est le mode d’intervention le plus fort pour préserver des espaces naturels remarquables et leur biodiversité associée,.
La commune fait partie de la zone de transition des gorges du Gardon, un territoire d'une superficie de 23 800 ha reconnu réserve de biosphère par l'UNESCO en 2015 pour l'importante biodiversité qui la caractérise, mariant garrigues, plaines agricoles et yeuseraies,.

#### Zones naturelles d'intérêt écologique, faunistique et floristique
L’inventaire des zones naturelles d'intérêt écologique, faunistique et floristique (ZNIEFF) a pour objectif de réaliser une couverture des zones les plus intéressantes sur le plan écologique, essentiellement dans la perspective d’améliorer la connaissance du patrimoine naturel national et de fournir aux différents décideurs un outil d’aide à la prise en compte de l’environnement dans l’aménagement du territoire.
Une ZNIEFF de type 1 est recensée sur la commune :
la « rivière du Gardon entre Moussac et Russan » (682 ha), couvrant 7 communes du département et une ZNIEFF de type 2, : 
la « vallée moyenne des Gardons » (1 848 ha), couvrant 24 communes du département.

Carte des ZNIEFF de type 1 et 2 à Moussac.
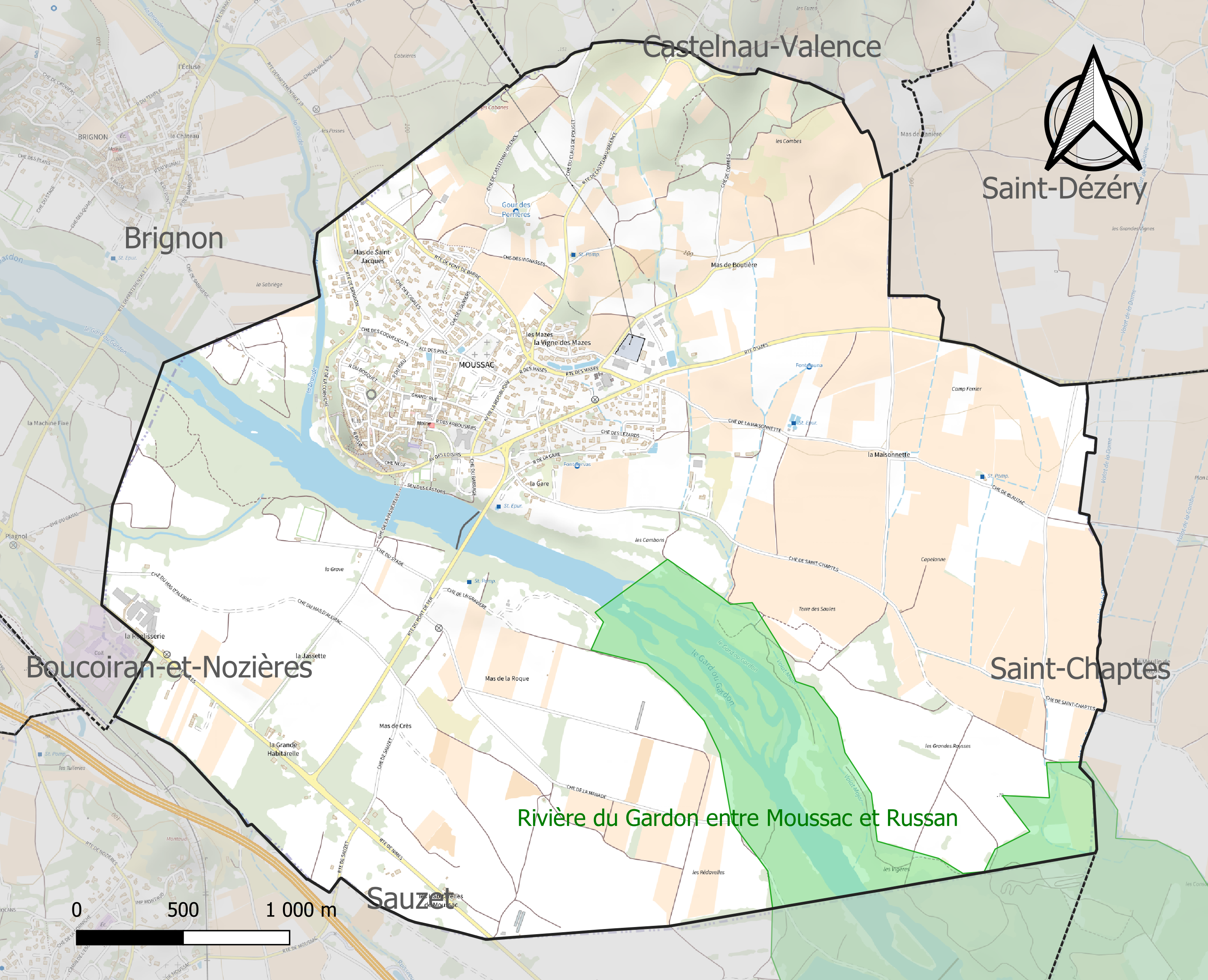
Carte de la ZNIEFF de type 1 sur la commune.
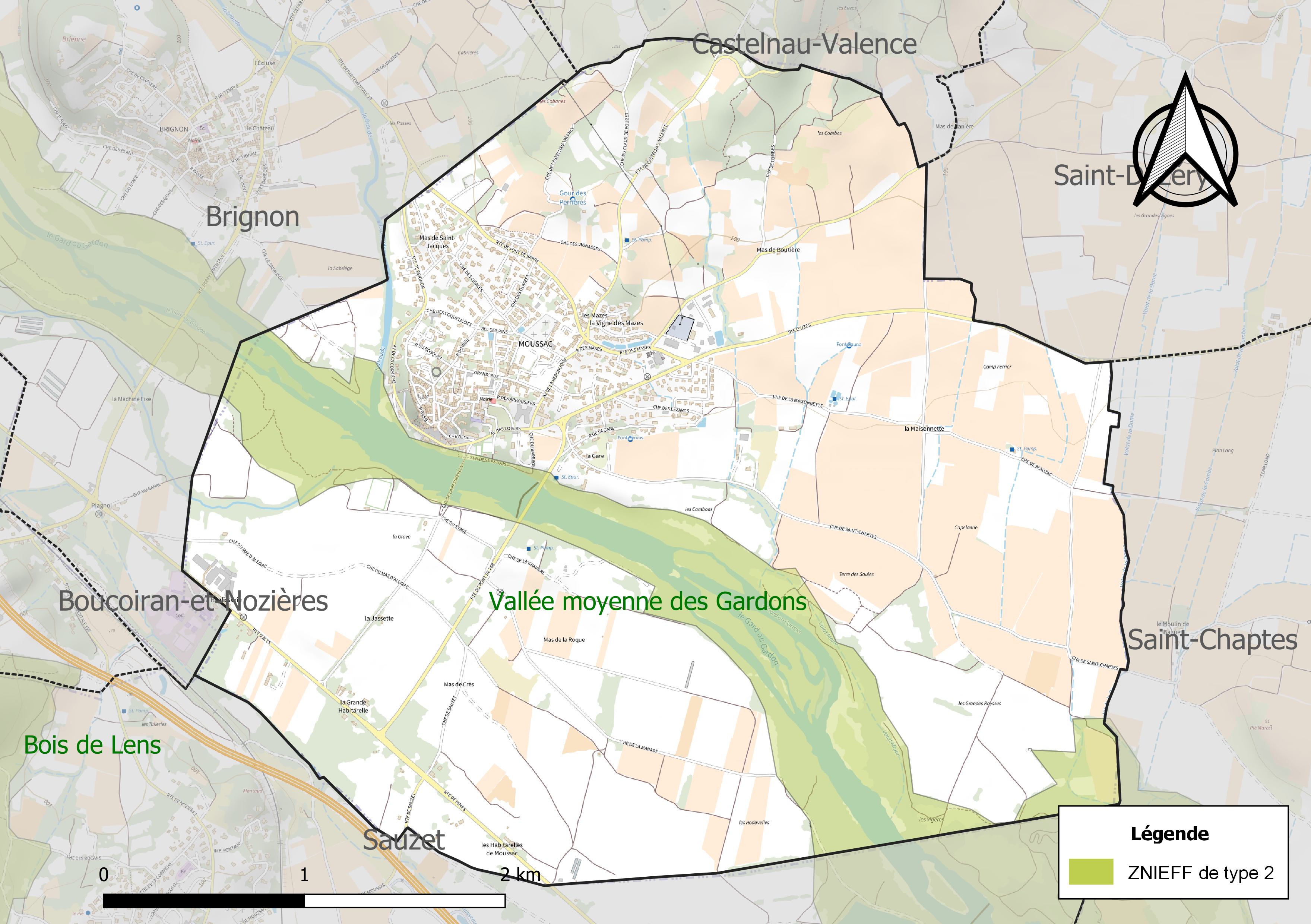
Carte de la ZNIEFF de type 2 sur la commune.

## Urbanisme

### Typologie
Au 1er janvier 2024, Moussac est catégorisée bourg rural, selon la nouvelle grille communale de densité à sept niveaux définie par l'Insee en 2022.
Elle est située hors unité urbaine. Par ailleurs la commune fait partie de l'aire d'attraction de Nîmes, dont elle est une commune de la couronne,. Cette aire, qui regroupe 92 communes, est catégorisée dans les aires de 200 000 à moins de 700 000 habitants,.

### Occupation des sols
L'occupation des sols de la commune, telle qu'elle ressort de la base de données européenne d’occupation biophysique des sols Corine Land Cover (CLC), est marquée par l'importance des territoires agricoles (84,2 % en 2018), en diminution par rapport à 1990 (87,5 %). La répartition détaillée en 2018 est la suivante : 
cultures permanentes (47,6 %), zones agricoles hétérogènes (31,3 %), zones urbanisées (12,1 %), terres arables (5,3 %), forêts (3,6 %). L'évolution de l’occupation des sols de la commune et de ses infrastructures peut être observée sur les différentes représentations cartographiques du territoire : la carte de Cassini (XVIIIe siècle), la carte d'état-major (1820-1866) et les cartes ou photos aériennes de l'IGN pour la période actuelle (1950 à aujourd'hui).

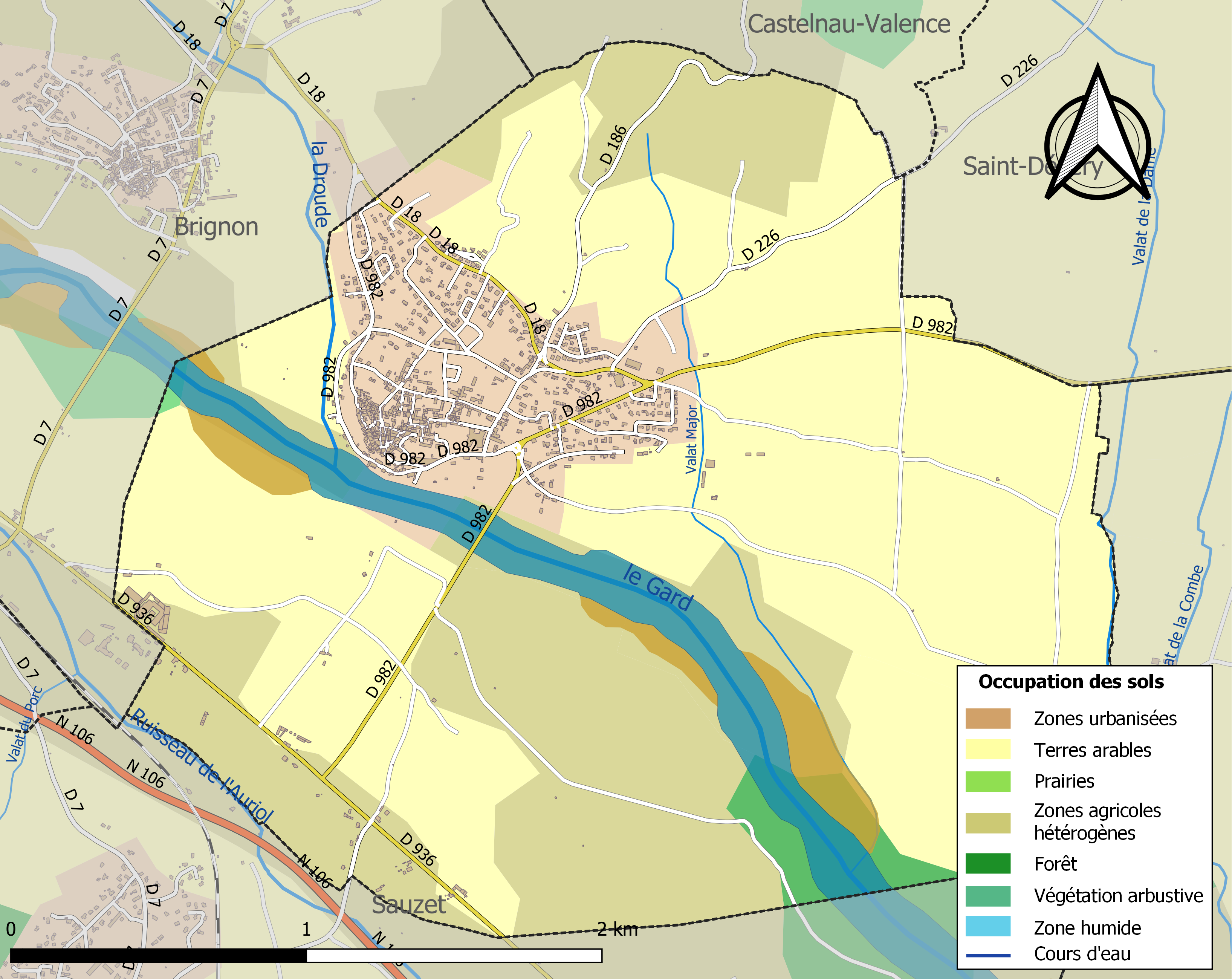
Carte des infrastructures et de l'occupation des sols de la commune en 2018 (CLC).

### Risques majeurs
Le territoire de la commune de Moussac est vulnérable à différents aléas naturels : météorologiques (tempête, orage, neige, grand froid, canicule ou sécheresse), inondations, feux de forêts et séisme (sismicité faible). Il est également exposé à deux risques technologiques,  le transport de matières dangereuses et la rupture d'un barrage. Un site publié par le BRGM permet d'évaluer simplement et rapidement les risques d'un bien localisé soit par son adresse soit par le numéro de sa parcelle.

#### Risques naturels
Certaines parties du territoire communal sont susceptibles d’être affectées par le risque d’inondation par débordement de cours d'eau et par une crue torrentielle ou à montée rapide de cours d'eau, notamment le Gard et la Droude. La commune a été reconnue en état de catastrophe naturelle au titre des dommages causés par les inondations et coulées de boue survenues en 1982, 1993, 1994, 2001, 2002 et 2005,.

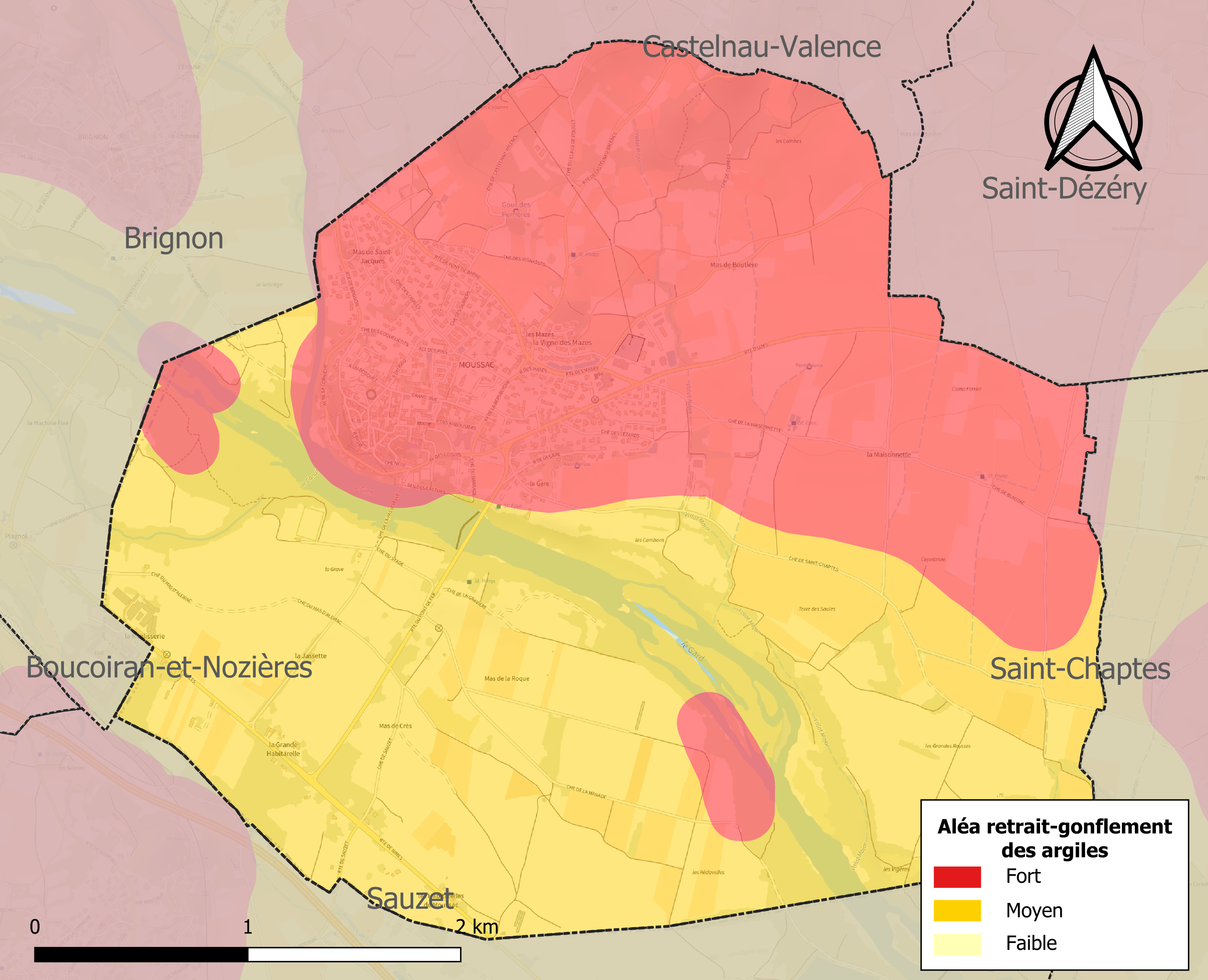
Carte des zones d'aléa retrait-gonflement des sols argileux de Moussac.

Le retrait-gonflement des sols argileux est susceptible d'engendrer des dommages importants aux bâtiments en cas d’alternance de périodes de sécheresse et de pluie. 99,9 % de la superficie communale est en aléa moyen ou fort (67,5 % au niveau départemental et 48,5 % au niveau national). Sur les 596 bâtiments dénombrés sur la commune en 2019, 596 sont en aléa moyen ou fort, soit 100 %, à comparer aux 90 % au niveau départemental et 54 % au niveau national. Une cartographie de l'exposition du territoire national au retrait gonflement des sols argileux est disponible sur le site du BRGM,.
Par ailleurs, afin de mieux appréhender le risque d’affaissement de terrain, l'inventaire national des cavités souterraines permet de localiser celles situées sur la commune.

#### Risques technologiques
Le risque de transport de matières dangereuses sur la commune est lié à sa traversée par des infrastructures routières ou ferroviaires importantes ou la présence d'une canalisation de transport d'hydrocarbures. Un accident se produisant sur de telles infrastructures est en effet susceptible d’avoir des effets graves au bâti ou aux personnes jusqu’à 350 m, selon la nature du matériau transporté. Des dispositions d’urbanisme peuvent être préconisées en conséquence.
La commune est en outre située en aval du barrage de Sainte-Cécile-d'Andorge, un ouvrage de classe A doté d'un PPI. À ce titre elle est susceptible d’être touchée par l’onde de submersion consécutive à la rupture de cet ouvrage.

## Toponymie
Le nom de la localité est attesté sous la forme Mozac ou Mozacum en 1169, Mociacum en 1228.
Moçac  en occitan.
Toponyme celte gaulois. Du nom d'homme Mottius, dérivé probable du gaulois moto-, motu- membre viril, homme, suivi du suffixe de localisation et de propriété -acum (domaine).
Provençal Moussa.
Les habitants s'appellent les Mouçaqués et Mousçaquèsas, en français administratif les Moussacois et Moussacoises.

## Histoire

### Moyen Âge
Mentionné Mozac en 1169 dans le cartulaire du monastère de Saint-Sauveur-de-la-Font, Mozacum la même année dans une charte du chapitre de Nîmes et Mociacum en 1228 dans le cartulaire de l'abbaye de Psalmodie, le village est idéalement situé sur un piton rocheux qui domine le Gardon et son affluent La Droude. Cette situation géographique a permis aux habitants de se protéger au fil des siècles des invasions et des inondations, les Gardonnades. Il a été pillé par les Tuchins en 1382.

### Époque moderne
Attaqué par Jean Cavalier en 1703, les murailles de Moussac ont été détruites sur ordre de Richelieu.

### Époque contemporaine
Le village abrita la première fabrique de réglisse en 1836 : la Réglisserie.

## Politique et administration

### Rattachements administratifs et électoraux

#### Rattachements électoraux
Pour l'élection des députés, elle fait partie de la quatrième circonscription du Gard.

### Liste des maires
| Période                                  | Période  | Identité               | Étiquette | Qualité         |
| ---------------------------------------- | -------- | ---------------------- | --------- | --------------- |
| 2001                                     | 2008     | Denis Rubio            |           |                 |
| 2008                                     | 2014     | Maryse Laurent         |           |                 |
| 2014                                     | En cours | Frédéric Salle-Lagarde | SE        | Cadre supérieur |
| Les données manquantes sont à compléter. |          |                        |           |                 |

## Population et société

### Démographie
L'évolution du nombre d'habitants est connue à travers les recensements de la population effectués dans la commune depuis 1793. Pour les communes de moins de 10 000 habitants, une enquête de recensement portant sur toute la population est réalisée tous les cinq ans, les populations de référence des années intermédiaires étant quant à elles estimées par interpolation ou extrapolation. Pour la commune, le premier recensement exhaustif entrant dans le cadre du nouveau dispositif a été réalisé en 2008.

En 2022, la commune comptait 1 564 habitants, en évolution de +7,12 % par rapport à 2016 (Gard : +2,97 %, France hors Mayotte : +2,11 %).
| 1793 | 1800 | 1806 | 1821 | 1831 | 1836 | 1841 | 1846 | 1851 |
| ---- | ---- | ---- | ---- | ---- | ---- | ---- | ---- | ---- |
| 532  | 432  | 474  | 469  | 560  | 569  | 581  | 620  | 599  |

| 1856 | 1861 | 1866 | 1872 | 1876 | 1881 | 1886 | 1891 | 1896 |
| ---- | ---- | ---- | ---- | ---- | ---- | ---- | ---- | ---- |
| 800  | 660  | 594  | 695  | 658  | 703  | 680  | 688  | 736  |

| 1901 | 1906 | 1911 | 1921 | 1926 | 1931 | 1936 | 1946 | 1954 |
| ---- | ---- | ---- | ---- | ---- | ---- | ---- | ---- | ---- |
| 740  | 750  | 792  | 715  | 683  | 691  | 748  | 725  | 720  |

| 1962 | 1968 | 1975 | 1982 | 1990 | 1999  | 2006  | 2008  | 2013  |
| ---- | ---- | ---- | ---- | ---- | ----- | ----- | ----- | ----- |
| 782  | 816  | 864  | 953  | 966  | 1 020 | 1 147 | 1 183 | 1 338 |

| 2018  | 2022  | - | - | - | - | - | - | - |
| ----- | ----- | - | - | - | - | - | - | - |
| 1 511 | 1 564 | - | - | - | - | - | - | - |

### Manifestations culturelles et festivités
Fête votive : Fête qui a lieu tous les ans au 15 aout. Cette fête dure une semaine. Elle est basée sur le taureau de Camargue qui n'est pas loin de Moussac. Cette fête est composée de bals populaires, de courses à la cocarde (cocarde attributs primés que l'on met entre les cornes des taureaux et que les raseteurs doivent réussir à couper pour remporter la prime), il y a aussi des sorties au pré dans une manade en Camargue et de jeux de boules (pétanques, à la  longue).[réf. nécessaire]

## Économie

### Revenus
En 2018  (données Insee publiées en septembre 2021), la commune compte 592 ménages fiscaux, regroupant 1 411 personnes. La médiane du revenu disponible par unité de consommation est de 20 360 € (20 020 € dans le département).

### Emploi
|                | 2008   | 2013   | 2018   |
| -------------- | ------ | ------ | ------ |
| Commune        | 6,4 %  | 10,2 % | 10,5 % |
| Département    | 10,6 % | 12 %   | 12 %   |
| France entière | 8,3 %  | 10 %   | 10 %   |

En 2018, la population âgée de 15 à 64 ans s'élève à 861 personnes, parmi lesquelles on compte 77 % d'actifs (66,6 % ayant un emploi et 10,5 % de chômeurs) et 23 % d'inactifs,. En  2018, le taux de chômage communal (au sens du recensement) des 15-64 ans est inférieur à celui du département, mais supérieur à celui de la France, alors qu'en 2008 il était inférieur à celui de la France.
La commune fait partie de la couronne de l'aire d'attraction de Nîmes, du fait qu'au moins 15 % des actifs travaillent dans le pôle,. Elle compte 371 emplois en 2018, contre 300 en 2013 et 237 en 2008. Le nombre d'actifs ayant un emploi résidant dans la commune est de 593, soit un indicateur de concentration d'emploi de 62,5 % et un taux d'activité parmi les 15 ans ou plus de 57 %.
Sur ces 593 actifs de 15 ans ou plus ayant un emploi, 131 travaillent dans la commune, soit 22 % des habitants. Pour se rendre au travail, 88,4 % des habitants utilisent un véhicule personnel ou de fonction à quatre roues, 1,5 % les transports en commun, 5,3 % s'y rendent en deux-roues, à vélo ou à pied et 4,7 % n'ont pas besoin de transport (travail au domicile).

### Activités hors agriculture

#### Secteurs d'activités
108 établissements sont implantés  à Moussac au 31 décembre 2019. Le tableau ci-dessous en détaille le nombre par secteur d'activité et compare les ratios avec ceux du département,.
| Secteur d'activité                                                                                        | Commune | Commune | Département |
| Secteur d'activité                                                                                        | Nombre  | %       | %           |
| --- | ------- | ------- | ----------- |
| Ensemble                                                                                                  | 108     |         |             |
| Industrie manufacturière, industries extractives et autres                                                | 13      | 12 %    | (7,9 %)     |
| Construction                                                                                              | 33      | 30,6 %  | (15,5 %)    |
| Commerce de gros et de détail, transports, hébergement et restauration                                    | 22      | 20,4 %  | (30 %)      |
| Information et communication                                                                              | 3       | 2,8 %   | (2,2 %)     |
| Activités immobilières                                                                                    | 5       | 4,6 %   | (4,1 %)     |
| Activités spécialisées, scientifiques et techniques et activités de services administratifs et de soutien | 9       | 8,3 %   | (14,9 %)    |
| Administration publique, enseignement, santé humaine et action sociale                                    | 12      | 11,1 %  | (13,5 %)    |
| Autres activités de services                                                                              | 11      | 10,2 %  | (8,8 %)     |

Le secteur de la construction est prépondérant sur la commune puisqu'il représente 30,6 % du nombre total d'établissements de la commune (33 sur les 108 entreprises implantées  à Moussac), contre 15,5 % au niveau départemental.

#### Entreprises et commerces
Les quatre entreprises ayant leur siège social sur le territoire communal qui génèrent le plus de chiffre d'affaires en 2020 sont : 
- Futurplast, fabrication d'emballages en matières plastiques (9 607 k€)
- SARL Jocelyn Billange, travaux de maçonnerie générale et gros œuvre de bâtiment (1 505 k€)
- ALM Immobilier, travaux de terrassement courants et travaux préparatoires (565 k€)
- Sigmatech, travaux d'installation électrique dans tous locaux (271 k€)

### Artisanat: réglisserie
La société Carénou & Tur y fut fondée en 1838, cette réglisserie qui inventa et produisit entre autres du « Car en sac », fut ensuite rachetée par la société Zan en 1962.

### Agriculture
La commune est dans les Garrigues, une petite région agricole occupant le centre du département du Gard. En 2020, l'orientation technico-économique de l'agriculture  sur la commune est la viticulture. 
|               | 1988 | 2000 | 2010 | 2020 |
| ------------- | ---- | ---- | ---- | ---- |
| Exploitations | 43   | 37   | 26   | 22   |
| SAU (ha)      | 521  | 588  | 436  | 539  |

Le nombre d'exploitations agricoles en activité et ayant leur siège dans la commune est passé de 43 lors du recensement agricole de 1988  à 37 en 2000 puis à 26 en 2010 et enfin à 22 en 2020, soit une baisse de 49 % en 32 ans. Le même mouvement est observé à l'échelle du département qui a perdu pendant cette période 61 % de ses exploitations,. La surface agricole utilisée sur la commune a quant à elle augmenté, passant de 521 ha en 1988 à 539 ha en 2020. Parallèlement la surface agricole utilisée moyenne par exploitation a augmenté, passant de 12 à 25 ha.

## Culture locale et patrimoine

### Édifices civils
- Tour seigneuriale du XIIe siècle,  Inscrit MH (2007)[36] ;
- Château du XIIIe et XIVe siècles ;
- Rues et ruelles dans le vieux village.

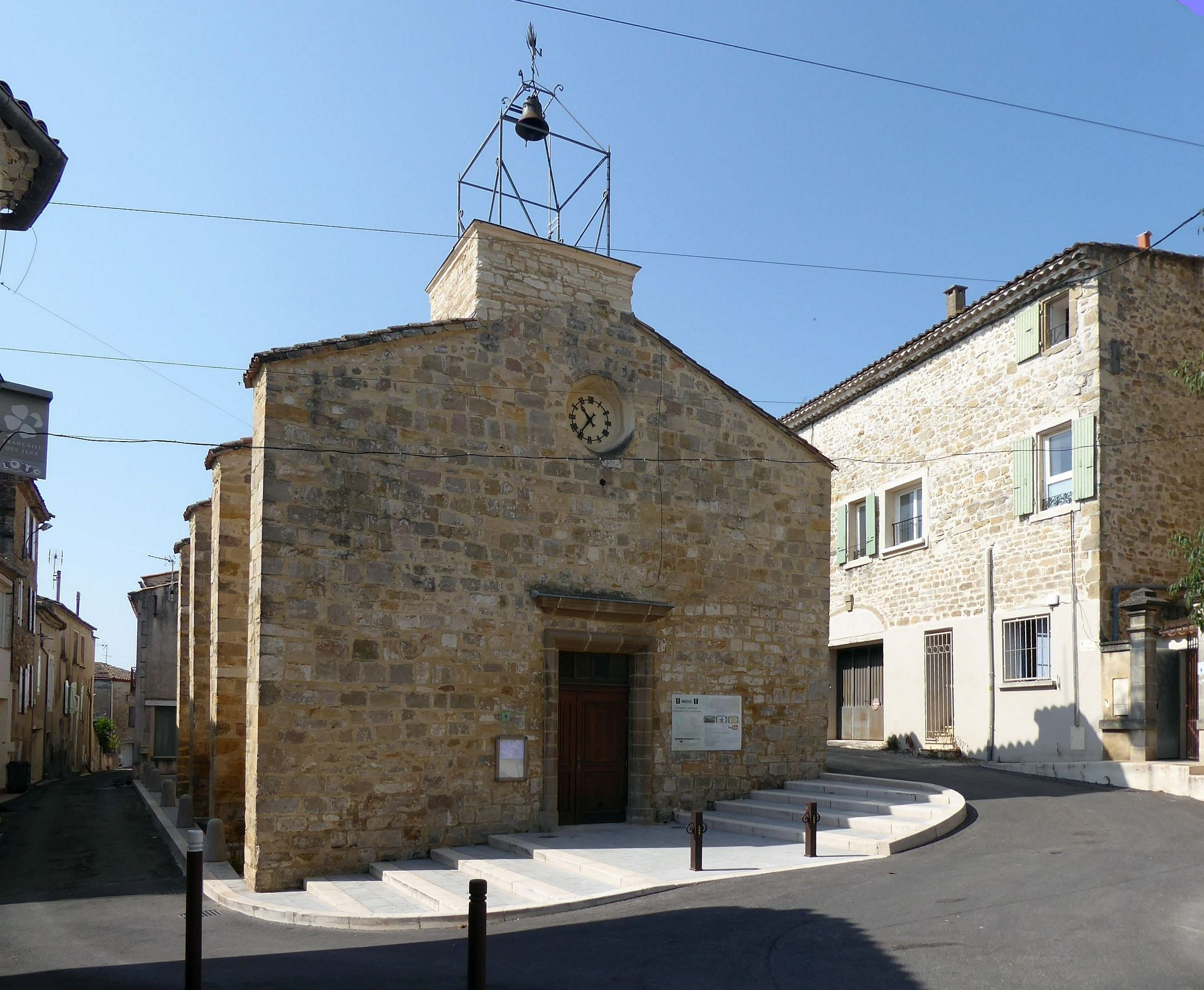
Temple protestant de Moussac

### Édifices religieux

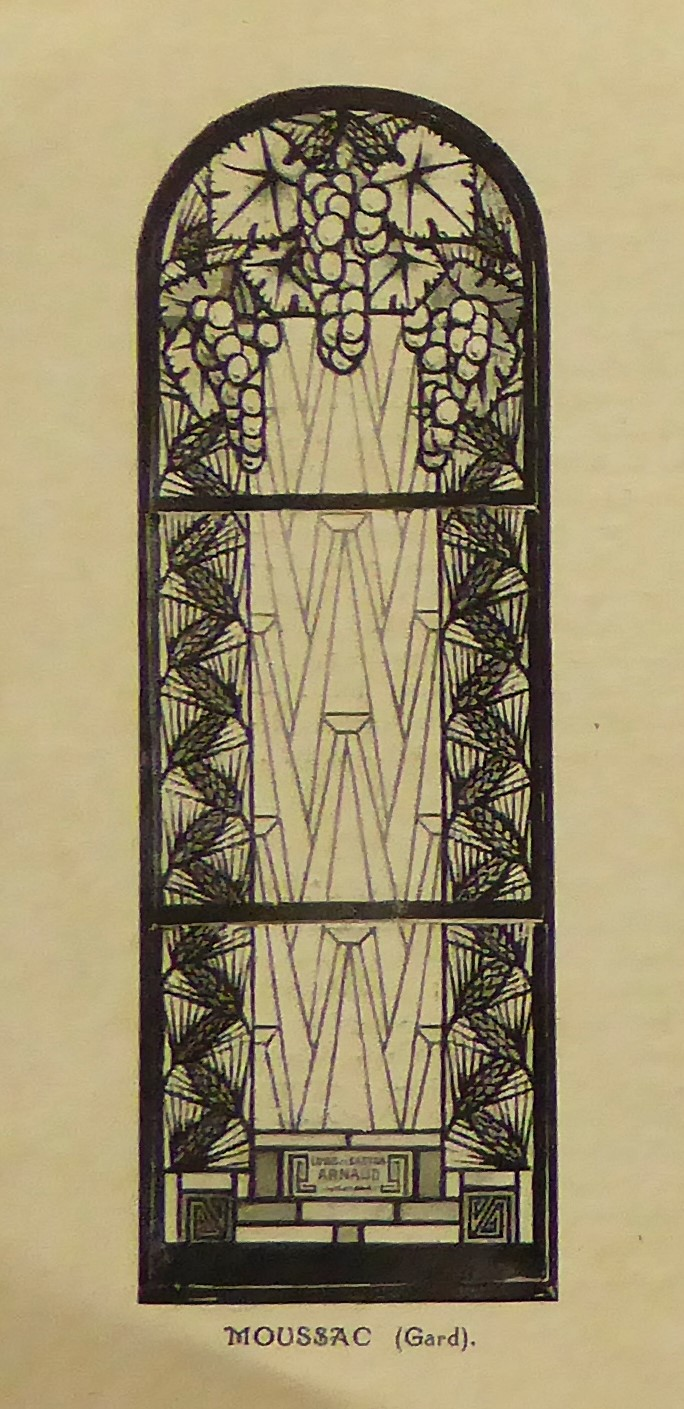
Catalogue Charles Lorin et Cie, années 1930.

- Ancienne église, actuellement temple protestant[37], des XIIe et XVIIe siècles. L'édifice a été inscrit au titre des monuments historiques en 1977[38]. Les vitraux datent de 1928 et proviennent des ateliers Lorin de Chartres, dirigés à cette époque par le maître verrier Charles Lorin.
- Église Saint-Nazaire de Moussac[37].

### Cinéma et télévision
Le château de Moussac et le temple protestant ont l'objet d'un tournage pour la série Draculi & Gandolfi de Guillaume Sanjorge.

### Personnalités liées à la commune
- Fernand Noc, médecin biologiste né à Moussac (1875-1924) ;
- Stéphane Rouveyrolles, raseteur originaire de Moussac (1967-).

## Héraldique
| Blason de Moussac | Blason  | De sable au pal losangé d'or et d'azur.          |
| Blason de Moussac | Détails | Le statut officiel du blason reste à déterminer. |